# Список астероїдів (5401—5500)
| Назва                              | Тимчасове позначення | Дата відкриття    | Місце відкриття                            | Відкривач                                                  |
| ---------------------------------- | -------------------- | ----------------- | ------------------------------------------ | ---------------------------------------------------------- |
| 5401 Мінаміода (Minamioda)         | 1989 EV              | 6 березня 1989    | Обсерваторія Мінамі-Ода                    | Тосіро Номура, Койо Каванісі                               |
| 5402 Кейосміт (Kejosmith)          | 1989 UK2             | 27 жовтня 1989    | Паломарська обсерваторія                   | Е. Гелін                                                   |
| 5403 Такатіхо (Takachiho)          | 1990 DM              | 20 лютого 1990    | Обсерваторія Яцуґатаке-Кобутізава          | Йошіо Кушіда, Масару Іноуе                                 |
| 5404 Уемура (Uemura)               | 1991 EE1             | 15 березня 1991   | Обсерваторія Кітамі                        | Кін Ендате, Кадзуро Ватанабе                               |
| 5405 Неверленд (Neverland)         | 1991 GY              | 11 квітня 1991    | Обсерваторія Яцуґатаке-Кобутізава          | Йошіо Кушіда, Осаму Мурамацу                               |
| 5406 Джонйосип (Jonjoseph)         | 1991 PH11            | 9 серпня 1991     | Паломарська обсерваторія                   | Генрі Гольт                                                |
| (5407) 1992 AX                     | 1992 AX              | 4 січня 1992      | Обсерваторія Кушіро                        | Сейджі Уеда, Хіроші Канеда                                 |
| 5408 Те (The)                      | 1232 T-1             | 25 березня 1971   | Паломарська обсерваторія                   | К. Й. ван Гаутен, І. ван Гаутен-Ґроневельд, Т. Герельс     |
| 5409 Заале (Saale)                 | 1962 SR              | 30 вересня 1962   | Обсерваторія Карла Шварцшильда             | Ф. Бернґен                                                 |
| 5410 Співаков (Spivakov)           | 1967 DA              | 16 лютого 1967    | КрАО                                       | Смирнова Тамара Михайлівна                                 |
| 5411 Лія (Liia)                    | 1973 AT3             | 2 січня 1973      | КрАО                                       | Черних Микола Степанович                                   |
| 5412 Роу (Rou)                     | 1973 SR3             | 25 вересня 1973   | КрАО                                       | Журавльова Людмила Василівна                               |
| 5413 Смислов (Smyslov)             | 1977 EC2             | 13 березня 1977   | КрАО                                       | Черних Микола Степанович                                   |
| 5414 Соколов (Sokolov)             | 1977 RW6             | 11 вересня 1977   | КрАО                                       | Черних Микола Степанович                                   |
| 5415 Лянзуріді (Lyanzuridi)        | 1978 TB2             | 3 жовтня 1978     | КрАО                                       | Черних Микола Степанович                                   |
| 5416 Естремадойро (Estremadoyro)   | 1978 VE5             | 7 листопада 1978  | Паломарська обсерваторія                   | Е. Гелін, Ш. Дж. Бас                                       |
| 5417 Соловая (Solovaya)            | 1981 QT              | 24 серпня 1981    | Обсерваторія Клеть                         | Ладіслав Брожек                                            |
| 5418 Джойс (Joyce)                 | 1981 QG1             | 29 серпня 1981    | Обсерваторія Клеть                         | Антонін Мркос                                              |
| 5419 Бенуа (Benua)                 | 1981 SW7             | 29 вересня 1981   | КрАО                                       | Журавльова Людмила Василівна                               |
| 5420 Янсіс (Jancis)                | 1982 JR1             | 15 травня 1982    | Паломарська обсерваторія                   | Паломарська обсерваторія                                   |
| 5421 Уланова (Ulanova)             | 1982 TD2             | 14 жовтня 1982    | КрАО                                       | Журавльова Людмила Василівна, Карачкіна Людмила Георгіївна |
| 5422 Ходжкін (Hodgkin)             | 1982 YL1             | 23 грудня 1982    | КрАО                                       | Карачкіна Людмила Георгіївна                               |
| (5423) 1983 DC                     | 1983 DC              | 16 лютого 1983    | Обсерваторія Клеть                         | Зденька Ваврова                                            |
| 5424 Ковінґтон (Covington)         | 1983 TN1             | 12 жовтня 1983    | Станція Андерсон-Меса                      | Едвард Бовелл                                              |
| 5425 Войтех (Vojtech)              | 1984 SA1             | 20 вересня 1984   | Обсерваторія Клеть                         | Антонін Мркос                                              |
| 5426 Шарп (Sharp)                  | 1985 DD              | 16 лютого 1985    | Паломарська обсерваторія                   | Керолін Шумейкер                                           |
| 5427 Дженсмартін (Jensmartin)      | 1986 JQ              | 13 травня 1986    | Обсерваторія Брорфельде                    | Поуль Єнсен                                                |
| (5428) 1987 RA1                    | 1987 RA1             | 13 вересня 1987   | Обсерваторія Ла-Сілья                      | Анрі Дебеонь                                               |
| (5429) 1988 BZ1                    | 1988 BZ1             | 25 січня 1988     | Обсерваторія Кушіро                        | Сейджі Уеда, Хіроші Канеда                                 |
| 5430 Лу (Luu)                      | 1988 JA1             | 12 травня 1988    | Паломарська обсерваторія                   | Керолін Шумейкер, Юджин Шумейкер                           |
| 5431 Максінгелін (Maxinehelin)     | 1988 MB              | 19 червня 1988    | Паломарська обсерваторія                   | Е. Гелін                                                   |
| 5432 Імакііре (Imakiire)           | 1988 VN              | 3 листопада 1988  | YGCO (станція Тійода)                      | Такуо Кодзіма                                              |
| 5433 Кайрен (Kairen)               | 1988 VZ2             | 10 листопада 1988 | YGCO (станція Тійода)                      | Такуо Кодзіма                                              |
| (5434) 1989 ES                     | 1989 ES              | 6 березня 1989    | Паломарська обсерваторія                   | Е. Гелін                                                   |
| 5435 Камеока (Kameoka)             | 1990 BS1             | 21 січня 1990     | Обсерваторія Дінік                         | Ацуші Суґіе                                                |
| 5436 Eumelos                       | 1990 DK              | 20 лютого 1990    | Паломарська обсерваторія                   | Керолін Шумейкер, Юджин Шумейкер                           |
| (5437) 1990 DU3                    | 1990 DU3             | 26 лютого 1990    | Обсерваторія Ла-Сілья                      | Анрі Дебеонь                                               |
| 5438 Лорре (Lorre)                 | 1990 QJ              | 18 серпня 1990    | Паломарська обсерваторія                   | Е. Гелін                                                   |
| 5439 Кутюр'є (Couturier)           | 1990 RW              | 14 вересня 1990   | Паломарська обсерваторія                   | Генрі Гольт                                                |
| 5440 Терао (Terao)                 | 1991 HD              | 16 квітня 1991    | Обсерваторія Дінік                         | Ацуші Суґіе                                                |
| 5441 Ендімюррей (Andymurray)       | 1991 JZ1             | 8 травня 1991     | Обсерваторія Сайдинг-Спрінг                | Роберт Макнот                                              |
| 5442 Дроссарт (Drossart)           | 1991 NH1             | 12 липня 1991     | Паломарська обсерваторія                   | Генрі Гольт                                                |
| 5443 Енкреназ (Encrenaz)           | 1991 NX1             | 14 липня 1991     | Паломарська обсерваторія                   | Генрі Гольт                                                |
| 5444 Ґотьє (Gautier)               | 1991 PM8             | 5 серпня 1991     | Паломарська обсерваторія                   | Генрі Гольт                                                |
| 5445 Віллівав (Williwaw)           | 1991 PA12            | 7 серпня 1991     | Паломарська обсерваторія                   | Генрі Гольт                                                |
| 5446 Гейлер (Heyler)               | 1991 PB13            | 5 серпня 1991     | Паломарська обсерваторія                   | Генрі Гольт                                                |
| 5447 Лалемент (Lallement)          | 1991 PO14            | 6 серпня 1991     | Паломарська обсерваторія                   | Генрі Гольт                                                |
| 5448 Зібольд (Siebold)             | 1992 SP              | 26 вересня 1992   | Обсерваторія Дінік                         | Ацуші Суґіе                                                |
| (5449) 1992 US5                    | 1992 US5             | 28 жовтня 1992    | Обсерваторія Кушіро                        | Сейджі Уеда, Хіроші Канеда                                 |
| 5450 Сократ (Sokrates)             | 2780 P-L             | 24 вересня 1960   | Паломарська обсерваторія                   | К. Й. ван Гаутен, І. ван Гаутен-Ґроневельд, Т. Герельс     |
| 5451 Платон (Plato)                | 4598 P-L             | 24 вересня 1960   | Паломарська обсерваторія                   | К. Й. ван Гаутен, І. ван Гаутен-Ґроневельд, Т. Герельс     |
| (5452) 1937 NN                     | 1937 NN              | 5 липня 1937      | Республіканська обсерваторія Йоганнесбурга | Сиріл Джексон                                              |
| 5453 Захарченя (Zakharchenya)      | 1975 VS5             | 3 листопада 1975  | КрАО                                       | Смирнова Тамара Михайлівна                                 |
| 5454 Кодзікі (Kojiki)              | 1977 EW5             | 12 березня 1977   | Обсерваторія Кісо                          | Хірокі Косаї, Кіїтіро Фурукава                             |
| 5455 Сурков (Surkov)               | 1978 RV5             | 13 вересня 1978   | КрАО                                       | Черних Микола Степанович                                   |
| 5456 Мерман (Merman)               | 1979 HH3             | 25 квітня 1979    | КрАО                                       | Черних Микола Степанович                                   |
| 5457 Квінз (Queen's)               | 1980 TW5             | 9 жовтня 1980     | Паломарська обсерваторія                   | Керолін Шумейкер                                           |
| 5458 Айзман (Aizman)               | 1980 TB12            | 10 жовтня 1980    | КрАО                                       | Микола Черних                                              |
| 5459 Сарабурґер (Saraburger)       | 1981 QP3             | 26 серпня 1981    | Обсерваторія Ла-Сілья                      | Анрі Дебеонь                                               |
| 5460 Ценаатаї (Tsénaatʼaʼí)        | 1983 AW              | 12 січня 1983     | Станція Андерсон-Меса                      | Браян Скіфф                                                |
| 5461 Осінь (Autumn)                | 1983 HB1             | 18 квітня 1983    | Станція Андерсон-Меса                      | Норман Томас                                               |
| (5462) 1984 SX5                    | 1984 SX5             | 21 вересня 1984   | Обсерваторія Ла-Сілья                      | Анрі Дебеонь                                               |
| 5463 Денвелшер (Danwelcher)        | 1985 TO              | 15 жовтня 1985    | Станція Андерсон-Меса                      | Едвард Бовелл                                              |
| 5464 Веллер (Weller)               | 1985 VC1             | 7 листопада 1985  | Станція Андерсон-Меса                      | Едвард Бовелл                                              |
| 5465 Чумаков (Chumakov)            | 1986 RF13            | 9 вересня 1986    | КрАО                                       | Карачкіна Людмила Георгіївна                               |
| 5466 Макібі (Makibi)               | 1986 WP8             | 30 листопада 1986 | Обсерваторія Кісо                          | Хірокі Косаї, Кіїтіро Фурукава                             |
| (5467) 1988 AG                     | 1988 AG              | 11 січня 1988     | Окутама                                    | Цуному Хіокі, Нобухіро Кавасато                            |
| 5468 Хаматомбецу (Hamatonbetsu)    | 1988 BK              | 16 січня 1988     | Каґошіма                                   | Масару Мукаї, Масанорі Такеїші                             |
| (5469) 1988 BK4                    | 1988 BK4             | 21 січня 1988     | Обсерваторія Ла-Сілья                      | Анрі Дебеонь                                               |
| 5470 Куртліндстром (Kurtlindstrom) | 1988 BK5             | 28 січня 1988     | Обсерваторія Сайдинг-Спрінг                | Роберт Макнот                                              |
| 5471 Тунгуска (Tunguska)           | 1988 PK1             | 13 серпня 1988    | Обсерваторія Верхнього Провансу            | Ерік Вальтер Ельст                                         |
| (5472) 1988 RR                     | 1988 RR              | 13 вересня 1988   | Обсерваторія Кушіро                        | Сейджі Уеда, Хіроші Канеда                                 |
| 5473 Яманасі (Yamanashi)           | 1988 VR              | 5 листопада 1988  | Обсерваторія Яцуґатаке-Кобутізава          | Йошіо Кушіда, Осаму Мурамацу                               |
| 5474 Ґінґасен (Gingasen)           | 1988 XE1             | 3 грудня 1988     | Обсерваторія Кітамі                        | Тецуя Фудзі, Кадзуро Ватанабе                              |
| 5475 Ганскеннеді (Hanskennedy)     | 1989 QO              | 26 серпня 1989    | Обсерваторія Сайдинг-Спрінг                | Роберт Макнот                                              |
| (5476) 1989 TO11                   | 1989 TO11            | 2 жовтня 1989     | Обсерваторія Серро Тололо                  | Ш. Дж. Бас                                                 |
| 5477 Холмс (Holmes)                | 1989 UH2             | 27 жовтня 1989    | Паломарська обсерваторія                   | Е. Гелін                                                   |
| 5478 Вартбург (Wartburg)           | 1989 UE4             | 23 жовтня 1989    | Обсерваторія Карла Шварцшильда             | Ф. Бернґен                                                 |
| 5479 Ґрехемрайдер (Grahamryder)    | 1989 UT5             | 30 жовтня 1989    | Обсерваторія Серро Тололо                  | Ш. Дж. Бас                                                 |
| (5480) 1989 YK8                    | 1989 YK8             | 23 грудня 1989    | Обсерваторія Кушіро                        | Сейджі Уеда, Хіроші Канеда                                 |
| 5481 Кіуті (Kiuchi)                | 1990 CH              | 15 лютого 1990    | Обсерваторія Кітамі                        | Кін Ендате, Кадзуро Ватанабе                               |
| 5482 Коранкеї (Korankei)           | 1990 DX              | 27 лютого 1990    | Тойота                                     | Кендзо Судзукі, Такеші Урата                               |
| 5483 Черкашин (Cherkashin)         | 1990 UQ11            | 17 жовтня 1990    | КрАО                                       | Черних Людмила Іванівна                                    |
| 5484 Інода (Inoda)                 | 1990 VH1             | 7 листопада 1990  | Обсерваторія Ніхондайра                    | Такеші Урата                                               |
| 5485 Каула (Kaula)                 | 1991 RQ21            | 11 вересня 1991   | Паломарська обсерваторія                   | Генрі Гольт                                                |
| (5486) 1991 UT2                    | 1991 UT2             | 31 жовтня 1991    | Обсерваторія Кушіро                        | Сейджі Уеда, Хіроші Канеда                                 |
| (5487) 1991 UM4                    | 1991 UM4             | 18 жовтня 1991    | Обсерваторія Кушіро                        | Сейджі Уеда, Хіроші Канеда                                 |
| 5488 Кійосато (Kiyosato)           | 1991 VK5             | 13 листопада 1991 | Обсерваторія Кійосато                      | Сатору Отомо                                               |
| 5489 Oberkochen                    | 1993 BF2             | 17 січня 1993     | Обсерваторія Яцуґатаке-Кобутізава          | Йошіо Кушіда, Осаму Мурамацу                               |
| 5490 Барбідж (Burbidge)            | 2019 P-L             | 24 вересня 1960   | Паломарська обсерваторія                   | К. Й. ван Гаутен, І. ван Гаутен-Ґроневельд, Т. Герельс     |
| 5491 Каульбах (Kaulbach)           | 3128 T-1             | 26 березня 1971   | Паломарська обсерваторія                   | К. Й. ван Гаутен, І. ван Гаутен-Ґроневельд, Т. Герельс     |
| 5492 Тома (Thoma)                  | 3227 T-1             | 26 березня 1971   | Паломарська обсерваторія                   | К. Й. ван Гаутен, І. ван Гаутен-Ґроневельд, Т. Герельс     |
| 5493 Шпітцвеґ (Spitzweg)           | 1617 T-2             | 24 вересня 1973   | Паломарська обсерваторія                   | К. Й. ван Гаутен, І. ван Гаутен-Ґроневельд, Т. Герельс     |
| 5494 Йоханмор (Johanmohr)          | 1933 UM1             | 19 жовтня 1933    | Обсерваторія Гейдельберг-Кеніґштуль        | К. В. Райнмут                                              |
| 5495 Румянцев (Rumyantsev)         | 1972 RY3             | 6 вересня 1972    | КрАО                                       | Журавльова Людмила Василівна                               |
| (5496) 1973 NA                     | 1973 NA              | 4 липня 1973      | Паломарська обсерваторія                   | Елеанор Ф. Хелін                                           |
| 5497 Сарарассел (Sararussell)      | 1975 SS              | 30 вересня 1975   | Паломарська обсерваторія                   | Ш. Дж. Бас                                                 |
| 5498 Густафсон (Gustafsson)        | 1980 FT3             | 16 березня 1980   | Обсерваторія Ла-Сілья                      | Клаес-Інґвар Лаґерквіст                                    |
| (5499) 1981 SU2                    | 1981 SU2             | 29 вересня 1981   | Обсерваторія Верхнього Провансу            | Обсерваторія Верхнього Провансу                            |
| 5500 Твіллі (Twilley)              | 1981 WR              | 24 листопада 1981 | Станція Андерсон-Меса                      | Едвард Бовелл                                              |

| Астероїди 1—10000 → |           |           |           |           |           |           |           |           |            |
| 1—100               | 1001—1100 | 2001—2100 | 3001—3100 | 4001—4100 | 5001—5100 | 6001—6100 | 7001—7100 | 8001—8100 | 9001—9100  |
| 101—200             | 1101—1200 | 2101—2200 | 3101—3200 | 4101—4200 | 5101—5200 | 6101—6200 | 7101—7200 | 8101—8200 | 9101—9200  |
| 201—300             | 1201—1300 | 2201—2300 | 3201—3300 | 4201—4300 | 5201—5300 | 6201—6300 | 7201—7300 | 8201—8300 | 9201—9300  |
| 301—400             | 1301—1400 | 2301—2400 | 3301—3400 | 4301—4400 | 5301—5400 | 6301—6400 | 7301—7400 | 8301—8400 | 9301—9400  |
| 401—500             | 1401—1500 | 2401—2500 | 3401—3500 | 4401—4500 | 5401—5500 | 6401—6500 | 7401—7500 | 8401—8500 | 9401—9500  |
| 501—600             | 1501—1600 | 2501—2600 | 3501—3600 | 4501—4600 | 5501—5600 | 6501—6600 | 7501—7600 | 8501—8600 | 9501—9600  |
| 601—700             | 1601—1700 | 2601—2700 | 3601—3700 | 4601—4700 | 5601—5700 | 6601—6700 | 7601—7700 | 8601—8700 | 9601—9700  |
| 701—800             | 1701—1800 | 2701—2800 | 3701—3800 | 4701—4800 | 5701—5800 | 6701—6800 | 7701—7800 | 8701—8800 | 9701—9800  |
| 801—900             | 1801—1900 | 2801—2900 | 3801—3900 | 4801—4900 | 5801—5900 | 6801—6900 | 7801—7900 | 8801—8900 | 9801—9900  |
| 901—1000            | 1901—2000 | 2901—3000 | 3901—4000 | 4901—5000 | 5901—6000 | 6901—7000 | 7901—8000 | 8901—9000 | 9901—10000 |